# آمپول‌های لورنزینی

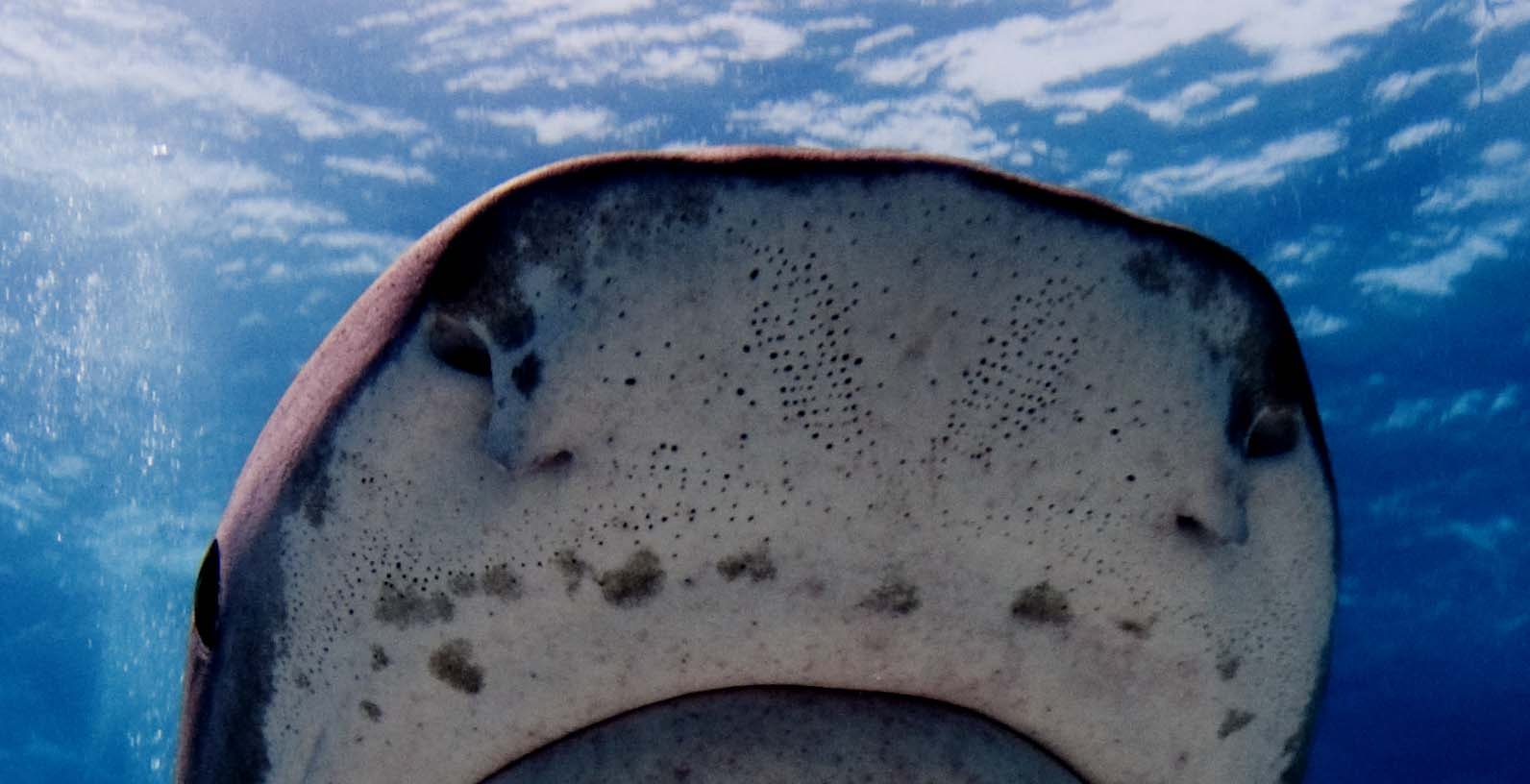
آمپول‌های لورنزینی در سطح پوست یک کوسه ببری

آمپول‌های لورنزینی یک سری اندام‌های حسی اند که شبکه‌ای از مجاری پر شده از نوعی مادهٔ ژلاتینی را در خود دارند. این نوع اندام‌های حسی در غضروف ماهیانی همچون کوسه، پرتوماهی و موش ماهی دیده می‌شود البته غضروفی استخوانانی مانند طناب ماهی و ماهیان خاویاری هم از این اندام برخوردارند. این اندام نخستین بار از سوی استفانو لورنزینی در سال ۱۶۷۸ شناسایی شد.

## روش کار
این آمپول‌ها می‌توانند میدان الکتریکی در آب یا به طور دقیق تر اختلاف پتانسیلی که در سطح منافذ روی پوستشان ایجاد شده را تشخیص دهد. هر آمپول یک لایه سلول دارد که در اثر جریان الکتریکی برانگیخته می‌شوند و از سلول‌های پشتیبان جدا شده‌اند. سلول‌ها به گونه‌ای به هم پیوند خورده‌اند که هیچ نشت جریانی رخ ندهد. در سطح سلول‌های دریافت کننده مجراهای کلسیم یا پتاسیم با کلسیم فعال شده وجود دارد.
کوسه‌ها نسبت به دیگر جانداران نسبت به میدان الکتریکی حساس ترند و می‌توانند ردپای 5 nV/cm را که برابر است با ۵/۱٬۰۰۰٬۰۰۰٬۰۰۰ ولت اندازه‌گیری شده در یک آمپول یک سانتیمتری را حس کنند. ماهیچه‌های جانداران هنگام حرکت میدان الکتریکی تولید می‌کند و کوسه می‌تواند این میدان را درک کند.
کوسه‌ها می‌توانند با این آمپول‌ها تغییرات دمای آب را هم تشخیص دهند.